# Бернар IV (граф Арманьяк)
Бернар IV (фр. Bernard IV d'Armagnac; д/н — 1193) — 7-й граф Арманьяк і Фезансак в 1160—1193 роках.

## Життєпис
Походив з Дому Арманьяк. Єдиний син Жеро III, графа Арманьяк, та Анісель де Фезансак. У 1040 році після смерті доньки матері від першого шлюбу став спадкоємцем графства Фезансак. 1150 року оженився на представниці роду де Ла Барт. До 1160 року після смерті матері став графом Фезансаку.
1160 року після смерті батька успадкував графство Арманьяк. Продовжив справу батька щодо боротьби з Вільгельмом II д'Андозілем, архієпископом Оша, за місто Ош. Після смерті останнього 1170 року намагався домогтися обранням архієпископом Оша свого кандидата. Проте переміг Жеро де Ла Барт. Бернар IV почав проти нього війну за Ош, що тривала до 1172 року. Граф захопив та пограбував церкви в Марсані, Дюрані, Віку, Кастені, Сен-Мартен, замок Ламарг. Зрештою замирився з архієпископом, розділивши владу над Ошем.
Водночас оголосив спадкоємцем своїх володінь сина Жеро, а колишнього спадкоємця — небожа Бернара — 1182 або 1184 року наділив віконством Фезансаге.
1188 року відійшов від справ, передавши управління Арманьяком і Фезансаком сину Жеро. 1189 року надав лікарні для прочан Серрегран біля Баррану (розташовувалася на шляху до святині Сантьяго-де-Компостела) сусідні землі. 1193 року надав абатству Гран-Сельв. Помер того ж року. Йому спадкував син Жеро IV.

## Родина
Дружина — Етьєнетта
Діти:
- Жеро (1170—1215), граф Арманьяк і Фезансак
- Бернар (д/н—1202)
- Марія, черниця в монастирі Сен-Марі-де-Карізо